# Коронавірусна хвороба 2019 на Мартиніці
Епідемія коронавірусної хвороби 2019 на Мартиніці — це поширення пандемії коронавірусної хвороби 2019 на територію Мартиніки. Перший випадок хвороби у цьому заморському департаменті Франції зареєстровано 12 березня 2020 року. Станом на 25 березня 2022 року на Мартиніці було підтверджено 142024 випадки COVID-19 та 910 смертей від коронавірусної хвороби.

## Хронологія
5 березня на острові підтверджені перші два випадки COVID-19. До 15 березня зареєстровано першу смерть від коронавірусної хвороби, на той день на Мартиніці було 15 хворих.
20 березня префект Мартиніки видав декрет про карантинні обмеження, згідно якого заборонений доступ на місяць до всіх пляжів і річок острова, а також заборонено піші прогулянки.
13 липня 2021 року біля префектури у Фор-де-Франсі відбулася акція протесту проти комендантської години та вимоги вакцинації медичних працівників.
30 липня 2021 року Мартиніка знову ввела карантин. Магазини були ще закриті, крім продуктових та аптек.
10 серпня 2021 року було введено жорсткіший карантин, щоб запобігти переповненню лікарень у зв'язку з четвертою хвилею епідемії.